# Margot Favarato
Margarita Zoila Favarato Minniza, coniugata Balbuena, detta Margot (Lima, 1929 – Lima, 26 luglio 1991), è stata una cestista peruviana.

## Carriera
Con il Perù disputò i Campionati mondiali del 1953 e due edizioni dei Campionati sudamericani (1952, 1958).